# Fate: The Best of Death
 (février 2022).
Albums de Death
Human
(1991) Individual Thought Patterns
(1993)
Fate: The Best of Death est un album de compilation de Death réunissant des morceaux issus de leurs quatre premiers albums.

## Liste des morceaux
1. Zombie Ritual – 4:32 (de Scream Bloody Gore)
2. Together as One – 4:08 (de Human)
3. Open Casket – 4:56 (de Leprosy)
4. Spiritual Healing – 7:45 (de Spiritual Healing)
5. Mutilation – 3:28 (de Scream Bloody Gore)
6. Suicide Machine – 4:22 (de Human)
7. Altering the Future – 5:36 (de Spiritual Healing)
8. Baptized in Blood – 4:30 (de Scream Bloody Gore)
9. Left to Die – 4:38 (de Leprosy)
10. Pull the Plug – 4:27 (de Leprosy)